# Otto Skorzeny
Otto Skorzeny (12. června 1908 Vídeň – 5. července 1975 Madrid) byl rakouský SS standartenführer Waffen-SS za druhé světové války. Také byl znám svou účastí při osvobození italského vůdce Benita Mussoliniho ze zajetí.

## Kariéra

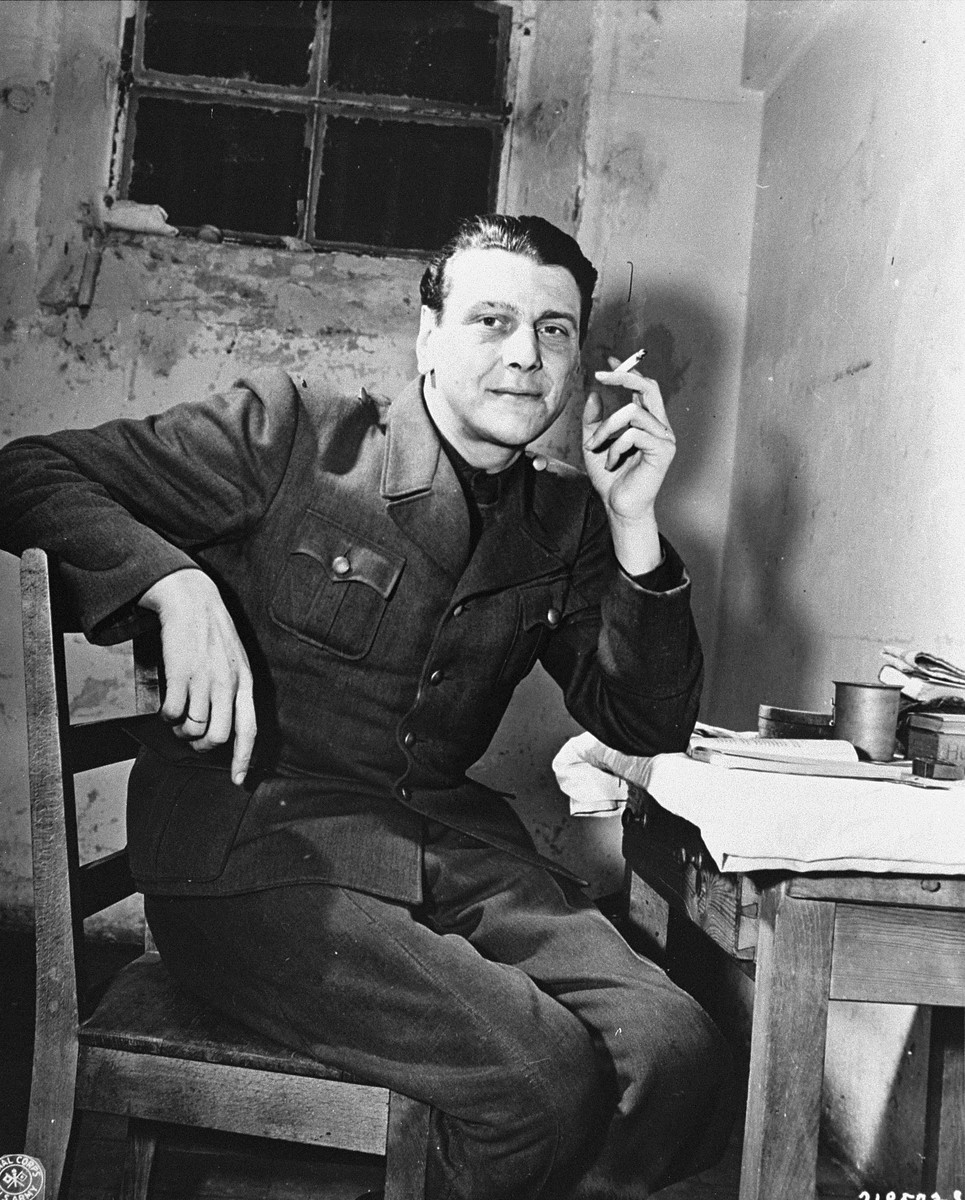
Otto Skorzeny v Norimberku, 24. listopadu 1948

Otto Skorzeny se narodil ve Vídni do rakouské středostavovské rodiny, která měla dlouhou historii vojenské služby. Jeho příjmení je polského původu a Skorzenyho vzdálení předkové pocházeli z vesnice Skorzęcin v oblasti Velkopolska.
Jako buršák se věnoval mensuře, při jednom ze zápasů utržil jizvu na tváři, která mu již zůstala. Vystudoval technickou univerzitu a po studiích si založil soukromou firmu. Protože neuspěl v žádostech o službu v letectvu, přihlásil se do jednotek Waffen SS, kde byl zařazen nejprve k divizi SS Leibstandarte, později k Das Reich. Byl raněn na východní frontě a posléze pracoval v pomocných jednotkách. Avšak v roce 1943 se chopil příležitosti, kterou mu nabídl Adolf Hitler. Jednalo se o provedení riskantní operace, kterou bylo vysvobození italského duceho Benita Mussoliniho ze zajetí. V září 1944 zorganizoval v Budapešti převrat (Operace Panzerfaust), který znamenal pokračování války Maďarska proti Sovětskému svazu. Koncem roku 1944 zorganizoval záškodnickou akci v Ardenách, při níž němečtí vojáci v amerických uniformách tajně přešli frontu, obraceli směrové tabule a přerušovali spojení. Další akce, kterou mělo být obsazení a zlikvidování mostu u Remagenu, mu však nevyšla.[zdroj?]
Otto Skorzeny byl koncem roku 1944 pověřen vybudování tzv. Stíhacích svazů SS (SS-Jagdverbänd). Tyto speciální oddíly měly provádět protipartyzánské akce nebo za frontou uskutečňovat různé sabotážní akce.
Po válce se dostal Skorzeny do amerického zajetí. 26. ledna 1948 na něj vydal krajský soud v Uherském Hradišti zatykač pod číslem 7372, na jehož základě byla podána oficiální žádost o jeho vydání u komise OSN pro válečné zločiny. Skorzeny však v červenci 1948 z amerického zajateckého tábora uprchl do Španělska a od té chvíle byl na útěku. Dle některých pramenů mu v útěku měla pomoci zpravodajská služba USA. Poté pracoval pro egyptskou a argentinskou vládu. V době studené války, kdy bylo zastaveno vydávání osob mezi Východem a Západem, se již volně pohyboval i po Evropě.
Dle izraelského listu Ha'arec pracoval roku 1962 pro izraelskou tajnou službu Mosad, pro niž měl zavraždit německého raketového experta Heinze Kruga. Zemřel 5. července 1975 na rakovinu plic v Madridu ve věku 67 let a pochován je ve Vídni.

## Osvobození Mussoliniho

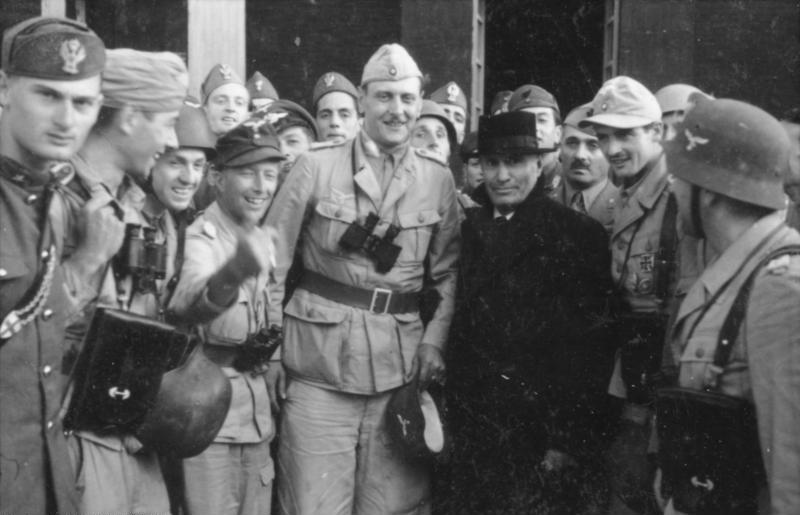
Skorzeny a Mussolini

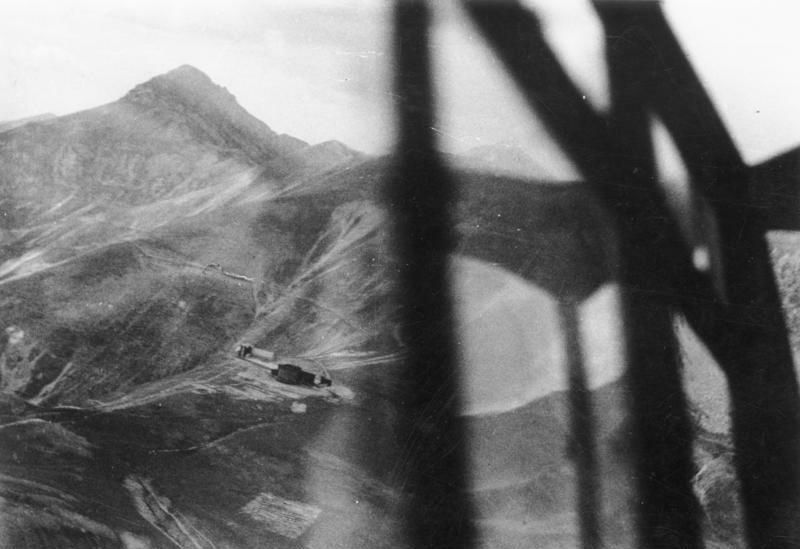
Pohled z kluzáku na Gran Sasso

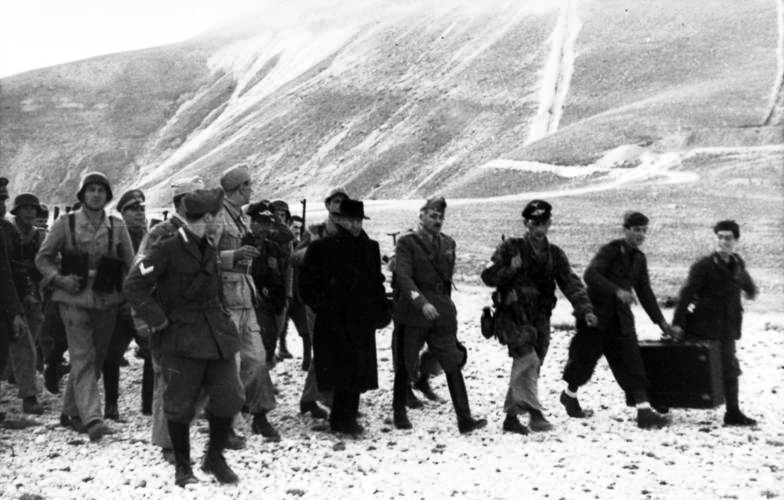
Benito Mussolini s německými výsadkáři a příslušníky SS na cestě k letadlu

Italský král sesadil 25. července 1943 Mussoliniho z postu ministerského předsedy a nechal ho uvěznit. Hitler vybral ze skupiny mladých, dynamických důstojníků armády, Luftwaffe a SS muže, který měl provést záchrannou akci. Tím vyvoleným byl Sturmbannführer[zdroj⁠?!] Skorzeny z SS.[zdroj⁠?!] S pomocí dvaceti parašutistů Luftwaffe a vybavení, které zahrnovalo výbušniny, rajský plyn a padělané britské bankovky, přiletěl na letiště v Pratica di Mare, jižně od Říma, kam už dříve dorazilo padesát mužů Skorzenyho oddílu. Z rádiových depeší zachycených německými spojaři bylo brzy možné určit oblast, kde je Duce zadržován. Průzkum zjistil, že je to v Gran Sassu, ve velkém hotelu, který se jmenoval Campo Imperatore. Stál na vrcholku horského štítu a byl dostupný pouze prostřednictvím lanové dráhy. Skorzenyho bojový plán[zdroj⁠?!] předem vyloučil frontální útok vedený z údolí na vrchol Gran Sasso. Jedinou možností bylo přistát kluzákem na vrcholu a současně obsadit stanici lanovky v údolí, a zabránit tak příchodu italských posil.
12. září ve 12.30 hodin vzlétlo z Pratica di Mare dvanáct plně obsazených kluzáků DFS 230. Čtyři z nich se odpoutaly mimo trasu a nepodařilo se jim dosáhnout cílového prostoru. Byla to znepokojivá ztráta, ale to horší teprve mělo přijít. V okamžiku, kdy kluzáky nasadily na přistání, Skorzeny uviděl, že místo přistání, které vybral na základě leteckých fotografií, není rozlehlou alpskou loukou, ale malým, trojúhelníkovitým kouskem prudce svažité plochy, snad sjezdovky, která končila na hraně srázu. Kluzáky musely přistát těsně u hotelu. Skorzenyho kluzák zastavil pouhých patnáct nebo dvacet metrů od hotelového vchodu. Sturmbannführer Otto Skorzeny vyběhl do svahu a potom do haly, kde vyřadil z činnosti vysílačku. Hned nato Duceho vyhledal a osvobodil ho. Od přistání do osvobození uplynuly necelé čtyři minuty.
Dalším krokem, který musel následovat, bylo dopravit fašistického vůdce do Hitlerova hlavního stanu. Nikdo dosud nedokázal uspokojivě vysvětlit, proč Skorzeny nevyužil lanovky a nenechal se svézt do údolí, odkud mohl zorganizovat rychlou motorizovanou kolonu, která by je odvezla na letiště. Místo toho následovalo okázalé gesto, jež lze považovat za mistrovský propagandistický výkon: výhrůžkami donutil pilota lehkého dvoumístného Fieseler Storchu hauptmanna Gerlacha, aby jej vzal na palubu spolu s Mussolinim, navzdory výslednému přetížení stroje. Nebezpečí, které start z malé louky představoval, se ještě zvýšilo tím, že Skorzeny chtěl Mussoliniho za každou cenu doprovázet. Storch však nebyl na takovou zátěž stavěn. Pilot poukazoval na tento fakt i na to, jak krátká je rozjezdová dráha, avšak důstojník SS byl neoblomný. Muži nastoupili do letadla. Pilot vytočil motor na maximum a náhle odbrzdil kola. Letadlo vyrazilo vpřed po kamenité louce, překonalo okraj srázu a zmizelo z dohledu. Po několik hrozivých okamžiků padal lehký stroj do údolí, ale potom pilot získal nad letadlem kontrolu a zanedlouho přistál na letišti v Pratica di Mare.
Mussolini odtud odlétl, stále v doprovodu Skorzenyho, do Vídně (zde byl Skorzeny na Hitlerův telefonický pokyn vyznamenán Rytířským křížem) a další den potom dále do Hitlerova hlavního stanu.

## Zpravodajské služby USA
Odbornou a hloubkovou sondu[zdroj⁠?!] do této oblasti vnáší publikace od majora Ralph P. Ganise – The Skorzeny Papers: Evidence for the Plot to Kill JFK. Autorem provedená pětiletá studie naznačuje, že tento vztah zpravodajských služeb USA a Skorzenyho byl hlubší, než se doposud předpokládalo. Má se jednat o pravdivý příběh.[zdroj⁠?!] Otto Skorzeny na své cestě do Dallasu v roli poradce a obchodníka se zbraněmi odhaluje neuvěřitelná a nezpochybnitelná[zdroj⁠?!] spojení s lidmi a událostmi, které vedly k zavraždění prezidenta Johna F. Kennedyho (JFK).

## Mosad
Izraelský zpravodajsko-bezpečnostní magazín Matara uveřejnil v roce 1989 článek, ve kterém bylo uvedeno, že Skorzeny byl naverbován Mosadem v roce 1963, aby získal informace o německém vědci, který pracoval na egyptském projektu vývoje raket proti Izraeli. Následně izraelský deník Yedioth Ahronot sdělil, že tuto informaci jim potvrdil zdroj z Mosadu. Bývalý vedoucí příslušník Mosadu Isser Harel potvrdil příběh, že bývalý nacista byl naverbován za účelem špionáže proti arabským zemím.
Ian Black a Benny Morris napsali v roce 1991, že Skorzeny nemusel vědět pro koho pracuje. Na druhé straně v roce 2010 Tom Segev ve své publikované biografii o Simonu Wiesenthalovi uvedl, že Skorzeny nabídl pomoc, pokud Wiesenthal Skorzenyho odstraní ze seznamu hledaných válečných zločinců. Wiesenthal odmítl, a Skorzeny přesto nakonec souhlasil s tím, že pomůže. Segev uvedl jako hlavní zdroj agenta Mosadu Rafi Meidana, kterému Segev přiřadil primární roli v naverbování Skorzenyho. Další detaily tohoto příběhu byly publikovány v roce 2016 autory Yossim Melmanem a Danem Ravivem. Mosad měl zahájit plány na zabití Skorzenyho, ale Isser Harel rozhodl, aby ho namísto toho naverbovali jako muže, který bude mít možnost zasáhnout nacisty, kteří poskytovali vojenskou pomoc Egyptu. Naverbován měl být v roce 1962 a měl pracovat s Avrahamem Ahituvem a Rafi Eitanem. Jiné nejmenované zdroje uvádí, že Skorzeny byl naverbován ve Španělsku ve svém domě, kdy očekával, že bude zavražděn. Po zaškolení v zařízení Mosadu v Izraeli měl provést zavraždění německého raketového vědce Heinze Kruga, který pracoval pro egyptskou vládu a měl vyhotovit dopisní bomby, které zabily 5 Egypťanů v egyptském vojenském zařízení na výrobu raket známém pod označením Factory 333. Poskytl údajně jména a adresy německých vědců, kteří pracovali pro Egypt, a jména předních evropských společností, které dodávaly Egyptu vojenská zařízení. Žádný zdroj nevysvětlil motivy Skorzenyho spolupráce s Mosadem, ale je možné, že to bylo dobrodružství, intriky, stejně jako obavy, že bude Mosadem zavražděn. V článku, který se objevil v Der Spiegel z 22. ledna 2018, byly uvedeny pochybnosti, že by Skorzeny mohl za smrt Kruga. Uvádělo se zde, že tím, kdo dal rozkaz k zavraždění, byl šéf Mosadu Isser Harel.

## Význam
Třebaže je Skorzeny spojován hlavně se záchranou Mussoliniho a s využitím německých vojáků hovořících americkou angličtinou během bitvy v Ardenách, byl tento muž rovněž odpovědný za udržení loajality maďarské vlády vůči Hitlerovi. Dosáhl toho jednoduchým trikem – obsadil budovu, v níž měli své kanceláře maďarští ministři.[zdroj⁠?!] Skorzeny byl znám jako „nejnebezpečnější muž Evropy“, ne však pro to, čeho dosáhl, ale pro to, čeho by dosáhnout mohl.

## Vyznamenání
- Odznak za zranění 1939, ve stříbře
- Odznak za zranění 1939, černé
- Železný kříž, II. třída (26. 8. 1941)
- Železný kříž, I. třída (12. 9. 1943)
- Rytířský kříž Železného kříže (13. 9. 1943)
- Rytířský kříž Železného kříže, s dubovou ratolestí, 826 držitel (9. 4. 1945)
- Medaile za východní frontu
- Medaile za Anschluss
- Německý kříž , ve zlatě

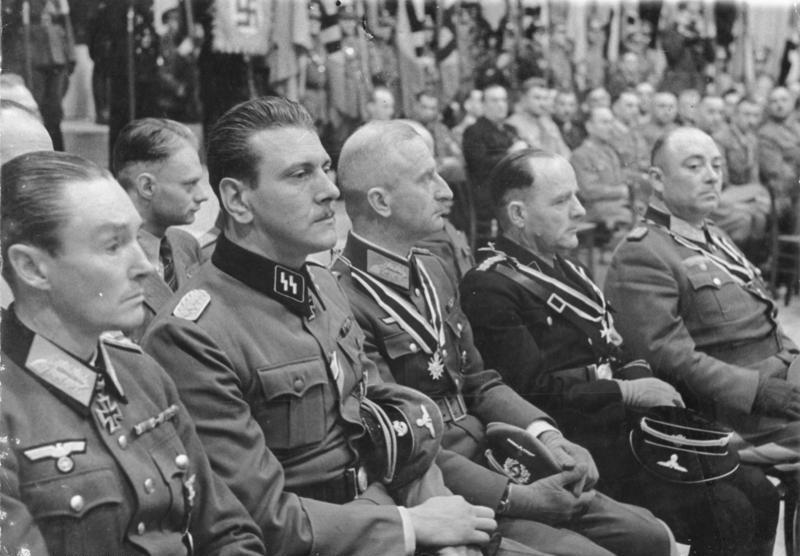
Skorzeny (druhý v řadě)
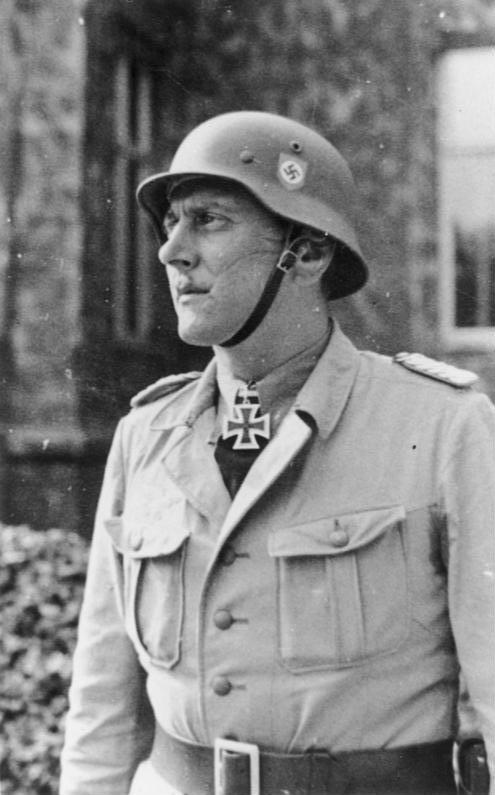
Skorzeny roku 1943
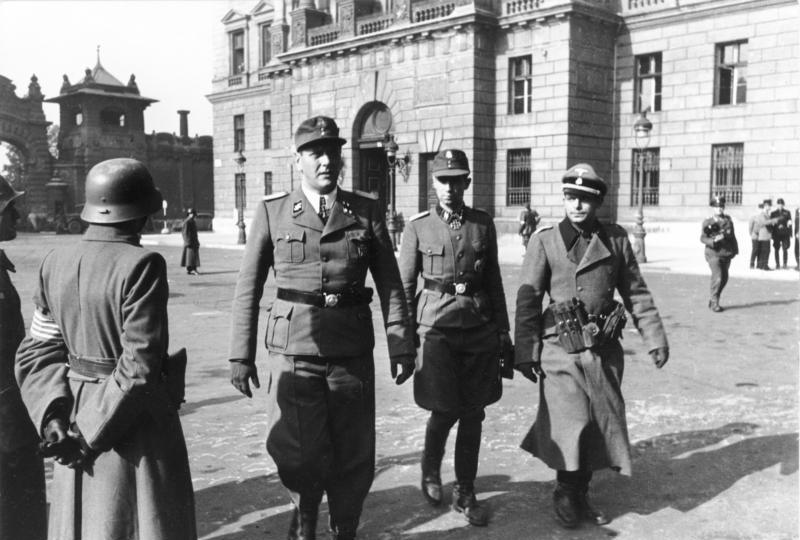
Skorzeny (vlevo) a Adrian von Fölkersam v Budapešti roku 1944
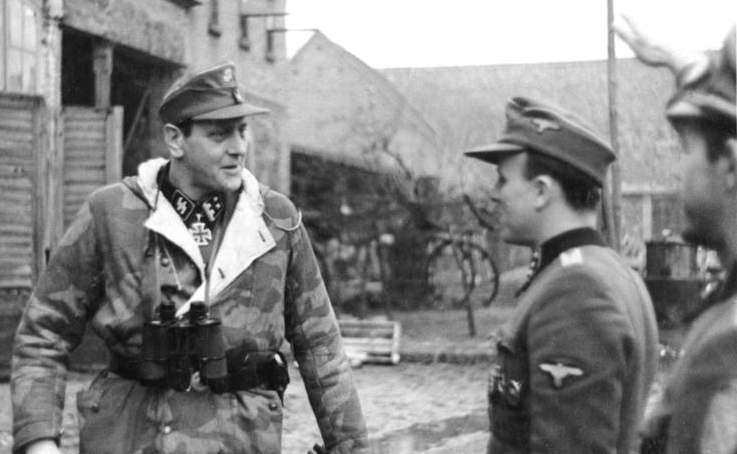
Skorzeny v roce 1945